# Acétoïne déshydrogénase
Une acétoïne déshydrogénase est une acyltransférase qui catalyse la réaction :
acétoïne + CoA + NAD+  {\displaystyle \rightleftharpoons }  acétaldéhyde + acétyl-CoA + NADH + H+.
Cette enzyme est présente chez de nombreuses bactéries,,,, aussi bien aérobies qu'anaérobies. Elle est constituée de nombreuses copies de trois composantes enzymatiques : une acétoïne oxydoréductase (enzyme E1), une dihydrolipoamide acétyltransférase (enzyme E2), et une dihydrolipoyl déshydrogénase (enzyme E3).